# Janusz Jagucki
Janusz Jagucki (14. února 1947 v Sorkwitech – 13. května 2025) byl polský emeritní luterský duchovní a biskup.
Úřad biskupa Evangelicko-augsburské církve v Polské republice zastával v letech 2001–2010. Úřad biskupa musel předčasně opustit poté, co vyšlo najevo, že spolupracoval s komunistickou tajnou policií.